# Aokigahara
Aokigahara — второй студийный альбом австрийской пост-блэк-метал-группы Harakiri for the Sky, выпущенный 21 апреля 2014 года на лейбле AOP Records.

## Об альбоме
Название альбома отсылает к лесу Аокигахара, более известному как «Лес самоубийц».
Гостевой вокал на альбоме исполнили Torsten der Unhold (Agrypnie), Eklatanz (Heretoir), Seuche (Fäulnis) и Cristiano Rastelli (Whiskey Ritual).

## Отзывы критиков
Альбом получил крайне положительные оценки от музыкальных критиков. tea[m]ster из Metal Storm пишет: «Harakiri For The Sky создали плотный ландшафт, сочащийся мелодиями, столь поразительными, какие когда-либо видел этот жанр. Harakiri For The Sky находятся на пути к тому, чтобы встать в один ряд с такими легендами блэкгейза, как Deafheaven, An Autumn For Crippled Children и Woods Of Desolation. Это выдающееся произведение, которое стоит послушать из-за его страсти и глубины». По его словам, Aokigahara — вершина творчества группы.

## Список композиций
| №                   | Название                  | Длительность |
| ------------------- | ------------------------- | ------------ |
| 1.                  | «My Bones to the Sea»     | 7:52         |
| 2.                  | «Jhator»                  | 6:40         |
| 3.                  | «Homecoming: Denied!»     | 8:07         |
| 4.                  | «69 Dead Birds for Utøya» | 7:05         |
| 5.                  | «Parting»                 | 7:45         |
| 6.                  | «Burning from Both Ends»  | 6:03         |
| 7.                  | «Panoptycon»              | 7:19         |
| 8.                  | «Nailgarden»              | 7:06         |
| 9.                  | «Gallows (Give 'em Rope)» | 6:08         |
| Общая длительность: | Общая длительность:       | 1:04:05      |

## Участники записи
- M.S. — все инструменты
- J.J. — вокал